# Ясумура Макото
Макото Ясумура Yasumura Makoto (яп. 保村 真) — народився 28 березня 1975 року в місті Токіо, японській столиці; є відомим японським сейю, що озвучував персонажів у кількох частинах відомого та культового аніме «Привид у латах».

## Роботи сейю

### Озвучка в аніме
2014
- Капітан Землі — Тошіакі
- Corda 3 — Наґаміне Масакі
- Здоров'я Рободаімідара — Джим [Архівовано 2 грудня 2020 у Wayback Machine.]
- Страйк — полукровка — Ґіріка
- Nobunagan — Джон Хантер [Архівовано 3 січня 2015 у Wayback Machine.]

2013
- Suisei no Gargantia — Ворм [Архівовано 28 вересня 2013 у Wayback Machine.]
- Захоплені сім'ї — власник
- AKB0048 Наступний етап — лідер
- Із завтрашнього дня наупокій — батько Сайами
- Середня школа D×D NEW — Йоші
- Pitchipichi ♪ Роса-чан — Месьє Віно
- Мої маленькі друзі — Асакура Мsсан М

2012
- Picchipichi Shizuku-chan — Корон-кун
- Rinne no Lagrange Season 2 — Сьодзо Тадокоро
- Rinne no Lagrange — Сьодзо Тадокоро

2011
- Maken-ki! — Акая Кодай

2010
- Замахнемося сильніше [ТБ-2] — Седзі Суяма
- Хіромі — Вілл
- Історії мечів — Камакірі Маніва

2009
- Мейджор [ТБ-5] — Маюмура

2008
- Нодаме Кантабле (другий сезон)  — Поль
- Хаос; Вершина — Мамору Сува
- Граф і Фея — Хасклі
- Детройт, місто металу — Камю/Теруміті Нісіда
- Мейджор [ТБ-4] — Маюмура

2007
- Pururun! Shizuku-chan Aha — Корон-кун
- Shakugan no Shana Second — Сатору Оміне
- Уісьо — Маса Ікарія
- Людина-череп — Хаято Мінаґамі
- Замахнемося сильніше [ТБ-1] — Седзі Суяма

2007
- Прискорення — Есуке Фукадзава

2006
- Shakugan no Shana Tokubetsuhen: Koi to Onsen no Kougai Gakushuu! — Сатору Оміне
- Роботяга — Куніо Танака
- Алхімічна зброя — Рінтаро Інукай
- Скляний флот — Гаррі
- Bakegyamon — Сю Сатомура
- Rec — Фуміхіко Мацумару
- Касімасі: Дівчина зустрічає дівчину — Тору Осараґі

2005
- Любов близнюків 2 — Нісіморі Харіяма
- Забійний ангел Докуро-тян OVA-1 — Міямото

2004
- Шкільний переполох (перший сезон)  — Хаято Тані
- Галактичний ангел [ТБ-4] — Гасто
- Transformers: SuperLink — Брутікус
- Гокусен — Хараґуті/Сономура

2003
- Епоха Водолія OVA — Вождь Армії Ланселота
- Гільгамеш — Секс (еп. 24—26)
- Zoids Fuzors — Дід

2002
- Галактичний ангел [ТБ-3] — Гасто
- Samurai Deeper Kyo — Дзяк
- Галактичний ангел [ТБ-2] — Гасто

2001
- Галактичний ангел [ТБ-1] — Гасто

2000
- Нащадки пітьми — молодь, чоловічі учні, чоловіки Діяння

### OVA
2000
- Angel Sanctuary — Кримінальний В

2001
- HAPPY★LESSON — Студент, лисиця-мудак

2003
- アクエリアンエイジSagaII〜Don't forget me…〜 — Ланселот воєначальник
- True Love Story Summer Days, and yet… — Старшина

2004
- Пісочний годинник річного кольору — Онума
- Phantom -PHANTOM THE ANIMATION-

2005
- Мушкетери Отогі — Ікло Кажана
- Ворона -KARAS- — DJ
- School Rumble — Кан Йанагідаріа, Хаято
- Аби допомогти в боротьбі з феєю! Маве-чан — друг B
- Bokusatsu Tenshi Dokuro-чан — Хіросі Міямото

2006
- Шана SP 「Виїзд із гарячого джерела і любові!」 — Оміне Сатору
- Stratos — Людвіг Хубер

2007
- Bokusatsu Tenshi Dokuro-чан 2 — Хіросі Міямото

2008
- GUNSLINGER GIRL -IL TEATRINO- OVA — Фернандо
- School Rumble — Кан Йанагідаріа
- Detroit Metal City — Камю

2012
- Детектив Конан BONUS FILE Hana Fantasista- Міцушіма
- Не Рінне Ні Лагранжа Камогава дні — Тодокоро Шозо

2013
- Зелена зірка Ґаруґантія — (Тепло) Blu-ray BOX 1 прем'єра

### Театр Аніме
2004
- Невинність
- Ходячий замок Хаула (Сторінка)

2005
- Спадщина темряви і світла Рокман EXE — співробітник

2007
- Shakugan no Shana — Оміне Сатору
- Sutorendjia no Sumeragiha Tan — інтерпретація

### Web-анімація
2010
- Starry☆Sky — Хірокі

### Ігри
- GALAXY ANGEL Серія (Еко-Фрітта〈Магазин товарів клерків Всесвіт〉, Роу МСАТ генерал, Рюко Фрітта)

2000
- PoPoLoCrois історія II

2002
- Знову трикутник — Мурано (Solaris)

2003
- Знову трикутник 2 — Мурано (Solaris)
- Puyo Puyo Fever — стильний Кобе

2004
- Мавпа Обертання V — Хідеакі Матсунаґа

2005
- Аякасі-Біто — Касаґарі
- Підручник Літо — Казума Такізава
- Puyo Puyo Fever 2 — стильний Кобе

2006
- Аякасі-Біто -Gen'yo Одкровення — Кісаґарі
- EVE new generation- Окума Томойоші
- Kasimasi (Дівчина Meets Girl) Літо в перший раз. — Дайбуцу Тору
- Kiminokoegakikoeru — Іваї Гонжуро
- Tengai Makyou ZIRIA (Zipangu Harukanaru)
- Сонячні плями — Хіно Тошіакі
- Puyo Puyo! Puyopuyo 15th anniversary — стильний Кобе
- Lamento -BEYOND THE VOID- — вбивця

2007
- Umisho — Ікаріуямівабі
- Великий Windup #гра — Рошін Наохару
- Gekkonokarunevu — Кармело

2008
- CHAOS;HEAD — Сува Мамору
- Chrono пояс — Кісіґарі
- Soul Eater Монотонна Принцеса — Нарус Гарньє

2009
- Аякасі-Біто -Gen'yo Одкровення- PORTABLE — Кісаґарі
- GARNET CRADLE — Мадоуші ліс
- CHAOS;HEAD NOAHD — Сува Мамору
- Himehibi -New Princess Days!!- Безперервні! Два семестри — Татібана Ібукі
- Final Fantasy Crystal Chronicles: Кристалічні Пред'явники — Рейка

2010
- Армен Нуар — Дощ
- GARNET CRADLE sugary sparkle — The fool/Ліс Мадоуші
- TAKUYO Mix Box 〜Перша річниця〜 — Татібана Ібукі
- Трійця Zill Zero — Занетесу
- Himehibi -New Princess Days!!- Zoku! Два семестри портативно — Татібана Ібукі

2011
- GARNET CRADLE Portable — Ліс Мадоуші
- Starry☆Sky 〜After Autumn〜 — Хірокі Кагеяма

2012
- Армен Нуар portable — Дощ
- Хроно-пояс -SchwarzOath- — Кісаґарі

2013
- Super Robot Wars UX — Вільям Девіс

2014
- Corda3 AnotherSky feat. Музей щирості — Наґаміне Масакі

### Спецефекти
- Серія Супер Sentai
  - Kaizoku Sentai Gokaiger — Голос Арумадон
  - Tokumei Sentai Go-Busters Голос параболічної Ллойд
- Супер зірка флот Seiza X — Голос близнюка Сейдза Айн
  - Фільм супер зірка флот Seiza X Fight! Warriors зірка — Голос близнюка Сейдза Айн

### Дублювання
- RV — Хоуі (Брендан Флетчер)
- Після Землі — навігатор
- Загробне життя — Павло (Джастін Лонг)
- Незабутній пам'яті, повне розслідування
- NCIS: LA — Цілком таємно під прикриттям загону — Ерік
- Спокуса вовків — Юу ~ на
- Рукав моря XY — Деклан
- Збірна Кримінальну, Розум, Місія еритроцити (Тревор)
- Будь кмітливим — Брюс
- SOMEWHERE — Семмі
- Простір-час криміналу 1973 Життя на Марсі — Кріс Скелтон
- Місяць охоплює сонце — Кім Чже-Унг [вниз] (Lee U~ongun)
- Чхондамдон Аліса — Теммі Хонг Kim flux
- Кібер поліція, кібершпіонаж
- Світанок мерців
- Західне узбережжя, розслідування, файл Грейсленд — Джонні Тато ~ уро
- Ніколи не Surrender Nikudan зброю
- ~Любовні макарони~ до можливості — Кім Сун
- Берлін файл — Тон Муйонсу (Ryoo Син Bum)
- Бродяга з рушницею — Іван
- Несподівана пригода Хоббіта — Ріндіа
- Матриця: Перезавантаження (розбещувач), DVD
- 5 Середня психічна Елісон Дюбуа — Брендон Уітмен
- 6 Середня психічна Елісон Дюбуа — Чад
- Солдати проклинали Червоні піски — Грегорі

### Оповідання
- Аніме жінок. Три чоловічі річні історії — AT-X
- AKB48жити＠YYG — NHK BS2
- F-2 (Fuji TV-система)
- Краватки випробувати ТВ Mobile Suit Gundam № 07 Ітакура — Телебачення Токіо Канал 12, ТОВсистема
- Північний острів який підморгував Серцю — Телебачення Токіо Канал 12, ТОВсистема
- Global Players Club — Мережі Гольфу
- Їзда на поїзді світової мрії (BS-TBS)
- This is THE PGA TOUR
- B-клас рай для гурманів із Ян Гора Лу — Фу, Діяння подорожей і продуктів харчування TV
- BEACH COMBING ON TV — EX SPORTS
- Щотижнева гра Bancho

### Акції
- Подія DVD Великий Віндуп (Руда-ра влітку не закінчується)
- Новий Юні — цу таємниці STA☆MEN Серія
  - Новий блок таємниці STA☆MEN Година Бутчакецуру — цу Я. DVD
  - Новий блок таємниці STA☆MEN Супермен фінальної години пустелі оновлення! Ад DVD
  - Новий блок таємниці STA☆MEN Годинники Сорімачі DVD
  - Новий блок таємниці STA☆MEN Година (GyaO жокей)
  - Новий блок таємниці STA☆MEN Awaegawo DVD
  - Новий блок таємниці STA☆MEN Супермен фінальної години пустелі оновлення! Ад (Shinso-заборона), DVD
  - Новий блок таємниці STA☆MEN Подорож-з-літа: відпочинок у центрі землі! Море! Ні! Ми DVD
- 2-й голос актора світ ☆ Star Боулінг #квітка!|Великий дикий крок сміючись і гавкаючий голос актора від світу! ☆ Star Боулінг Новорічна квітка SP

### Етапи
- Театр військ, базікання банду (Ноктюрн у темряві) (Ічіро)
- (С) Вишневий Белл. Трупа Мацуї, продуктивності другі

### Радіо
- Web-радіо (Момо-дорі) (нині:「Момо-дорі Z」) &「Почуття персика」 (Хіроюкі Есіно と共にパーソナリティвідповідальний)
- Web-радіо Повітряне радіо Канеда Томоко Хомура: конференція правди』 (Особистість поряд із відповідальним Канеда Томоко)
- Web-радіо Новий блок (таємниці STA☆MEN Зробіть мені Gattsugatsu і побачити в прямому ефірі — Пам'ятаєш Подарунки кишки) ! (Інтернет-радіостанція Голос Ізумі：2008/12/28)

### Музика CD
- Новий блок: таємниці STA☆MEN
  - Для Вас
  - Сезон/Санкт Sutaa ☆ Чоловіки Гакуен школа пісня, яка дала мені сонце
  - Busters Готовий Перейти!/Облігації Go-Busters!
- Характер
  - Over Drive (Feel the sky) (Фукасава Харука (додатковий))
  - Galaxy Angel (Дуже Темний горщик CD) (Патрік & Джонатан & порив)

### Дорами CD
- Армен Нуар драма CD — дощ
- Аякасі-Біто серія — Кісаґамі
  - THE DAY AFTER TOMORROW IN Kanzawa — Ми опинилися в пастці — ** Привид
- Weiß kreuz Glühen II Theater Of Pain — Арґус Муракамі
- Ангел профайлу Boys, be ambitious! Приквел (Рональд)
- CHAOS;HEAD The parallel bootleg (Сува Мамору)
- Кишки Батлер G (RikuSaburo)
- Galaxy Angel серія — порив
  - Серія, Характер Vol.6 Nomad
  - Перейти, ♪ Galaxy Angel
  - Відривний календар CD, Vol. 1—4
- Chrono пояса серія (Кісагамі) 
  - wonderful after/crouching tiger
  - Chrono & Радіо — Аякасі-БітоАякасі-БітоАякасі-Біто Bullet Butlers Персонажі спільної програми псевдо-радіо
- Любов, до стелс Куоку-ша (Хатторі Банкура)
- Jinki Extend- Острів Дракона лемінгів (Мавпа том 7 Limited Edition поставляється з Comics CD
- Encounter — обмотки-Боротьба Сенгоку Take Tomo, денге (Izumi Todo MamoruTakatora)
- Himehibi -New Princess Days!!- Zoku! Два семестри, драма CD New Prince Days -Precious Memory For You- — Татібана Ібукі
- Цитрон м'яти — Понкан

### Радіо-драми
- VOMIC Nononono (Йода)

### BLCD
- Його скандал
- Великий коханий хлопець 1・2・3 (Добрий врожай Акімото)
- Любов і бажання в школі (рідкісна людина) 
  - Любов і бажання в школі 2 (студент)
- Ескорт (Мій молодший брат)
- Безлика людина (молодь)
- Аби I LOVE YOU
- Власник, що дає багато
- Закон сумнівних зв'язків (Саекі Шо) 
  - Трикутник ・Любов ・Битва: Закон сумнівних зв'язків
  - Баланс пристрасті: Закон сумнівних зв'язків 2
  - Стійка з присвійні: Закон сумнівних зв'язків 3
  - Турбулентність сильного землетрусу: Закон сумнівних зв'язків 4
  - Метаморфози емоцій: Закон сумнівних зв'язків 5
- Інформація про місцезнаходження губ (Окіцу Масато)
- Хвилювання від любові
- Секрет дипломатії Його Високоповажності Міністра (Шінозакі)
- Діти нічого не знають (Тосіхіко Міура)
- Агнець захопив Кекаку! 1・2 (Нікайдо)
- Закохався тепер у річку перлин 1 (співробітник)
- Я можу з радістю (Іїда)
- SEX PISTOLS 1 (школяр) 
  - SEX PISTOLS 2 (Сполучені Штати середній школі)
- Touch Me Again (Ошікірі/отриманий)
- Tsurezure (білка)
- Блискавична швидкість BOYS (старшокурсник)
- DR їздити на драконі
- Проникливість любовного обладнання (Водоспад)
- NightS (Куго)
- Naguruhakuinotenshi
- Ім'я Рози (Шінджі Накамура)
- Пристрасть потай, серії:
  - Пристрасть потай (Мій молодший брат)
  - Інформація про місцезнаходження пристрасті (Сакаі Мічіо)
- BL-детектив 1・2 (Кірю InYasushi-ка)
- Цільова Finder (Підлеглий чоловік, Flying Dragon)
- Сніданок у клубу II・III (Хаясібара)
- Він упав у непристойну пастку (Чоловіки Тацуя)
- Медового кольору млинець (Курабаваші один/атака)
- Mix ★ ★ Mix Шоколад (учитель)
- Він упав у непристойну пастку
- Ніжний епілог (Тсукуі)
- Я люблю це, тільки б На — цу не зупинився (Кейсуке Іноуе)
- Love & Trust — Любов і Довіра — (сом)
- Холодна ―RIN―! (школяр)
- Серія Waruikotoshitai (Аікава Куон) 
  - Waruikotoshitai
  - Добре навіть у поганій співпраці?
  - Хороша в поганих хлопців
- 1КЛюбов АПА → До

### Інші роботи
- Директор Бансен, (AT-X, 12. 2006)
- (Травень 2007 AT-X) Бансен директор
- Ayataka (новий співробітник)
- Corda (нерухомість Hakai)
- Досвід Облігації ТБ Mobile Suit Gundam № 07 Ітакура Взвод (4 жовтня TV Tokyo, 2011 — 27 грудня) Оповідач
- «Йокогама · Марінос О. Б. проти Наокі друзів» (BS-TBS 1; 22, 2012) Оповідач Наокі Мацуда
- Голосова драма «Звикайте!SE»